# Туризм у Косові
Косово — держава на Балканах.

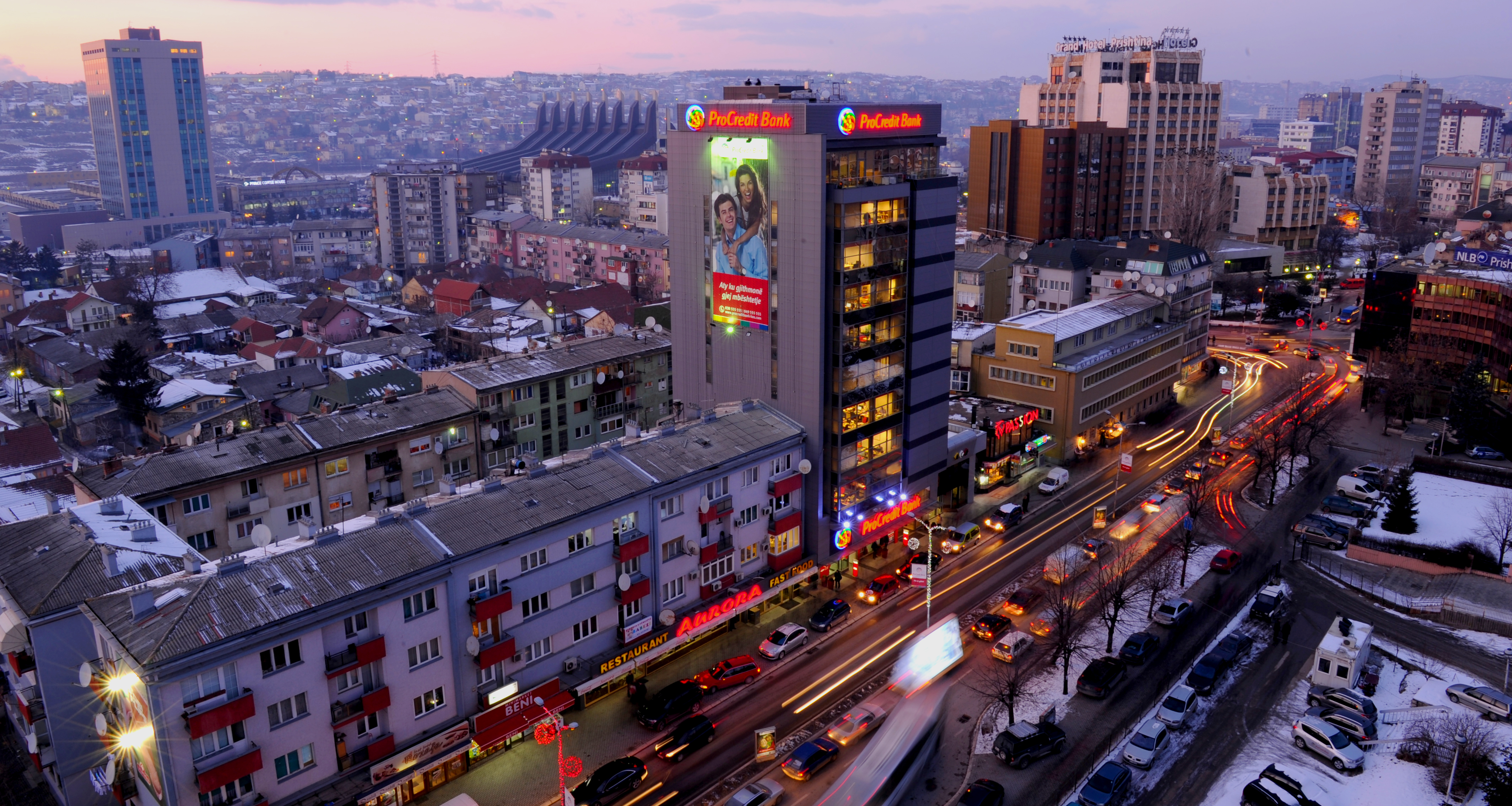
Приштина ― столиця Косова

Косово приваблює туристів своєю мальовничою природою та кухнею. Після проголошення незалежності у 2008 країна почала потрапляти до підбірок туристичних пунктів призначеннь.

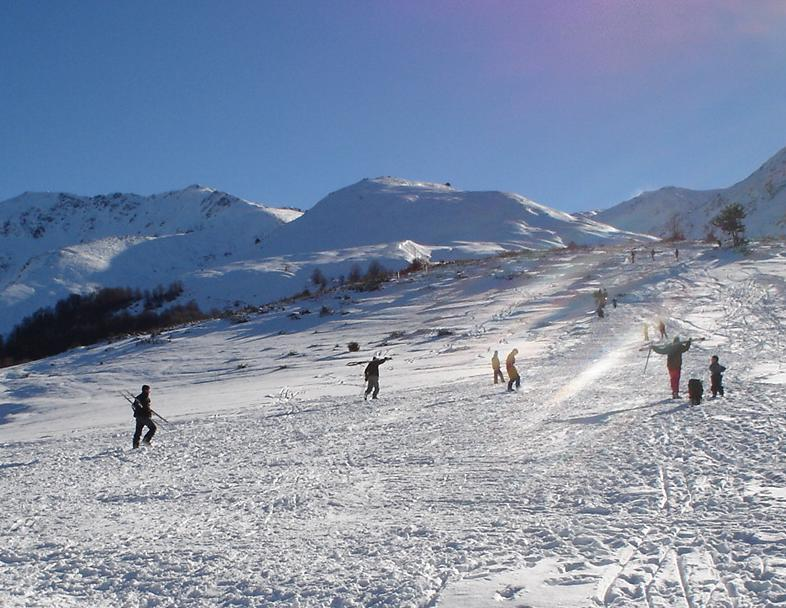
Шар-Планина

Для громадян України у Косові потрібна заздалегідь оформлена в консульстві віза (термін перебування 90 діб). За наявності в паспорті дво- або багаторазової шенґенської візи національна віза необов'язкова (перебування 15 діб). Громадяни України не можуть потрапити в Сербію з території Косова, якщо вони потрапили в Косово з території іншої держави окрім Сербії. Водночас наявність відміток про відвідини Косова не становить проблеми.

## Статистика у 2011
| Країна          | Січень | Лютий | Березень | Квітень | Травень | Червень | Липень | Серпень | Вересень | Жовтень | Листопад | Грудень | Разом |
| Австрія         | 31     | 22    | 47       | 51      | 50      | 57      | 19     | 33      | 35       | 72      | 42       | 41      | 500   |
| Бельгія         | 0      | 5     | 1        | 7       | 0       | 0       | 6      | 12      | 6        | 2       | 0        | 4       | 43    |
| США             | 148    | 177   | 231      | 97      | 170     | 145     | 98     | 58      | 49       | 176     | 164      | 115     | 1628  |
| Велика Британія | 52     | 73    | 109      | 144     | 214     | 149     | 74     | 45      | 54       | 121     | 144      | 72      | 1251  |
| Франція         | 22     | 19    | 49       | 33      | 26      | 26      | 18     | 24      | 17       | 26      | 16       | 16      | 301   |
| Німеччина       | 287    | 256   | 336      | 222     | 334     | 255     | 175    | 142     | 218      | 231     | 154      | 140     | 2750  |
| Греція          | 2      | 5     | 0        | 3       | 7       | 7       | 5      | 3       | 2        | 1       | 0        | 2       | 37    |
| Нідерланди      | 9      | 8     | 14       | 52      | 43      | 32      | 17     | 25      | 7        | 17      | 45       | 9       | 278   |
| Італія          | 56     | 56    | 62       | 157     | 159     | 257     | 390    | 376     | 156      | 167     | 51       | 51      | 1938  |
| Хорватія        | 96     | 116   | 129      | 89      | 80      | 96      | 28     | 41      | 57       | 59      | 48       | 32      | 871   |

## Великі міста

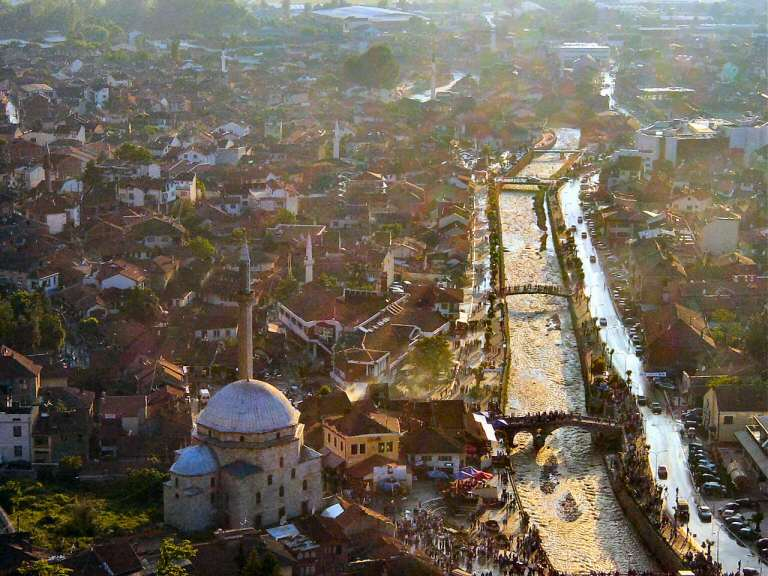
Призрен

| Місто               | Округ                        | Населення | Населення |
| Місто               | Округ                        | 2011      | №         |
| ------------------- | ---------------------------- | --------- | --------- |
| Приштина            | Приштинський округ           | 145,149   | 1         |
| Призрен             | Призренський округ           | 85,119    | 2         |
| Гнілане             | Гнілянський округ            | 54,239    | 3         |
| Печ                 | Пецький округ                | 48,962    | 4         |
| Косовська Митровиця | Косовсько-Митровицький округ | 46,230    | 5         |
| Урошевац            | Урошевацький округ           | 42,628    | 6         |
| Джяковіца           | Джаковицький округ           | 40,827    | 7         |

## Природа

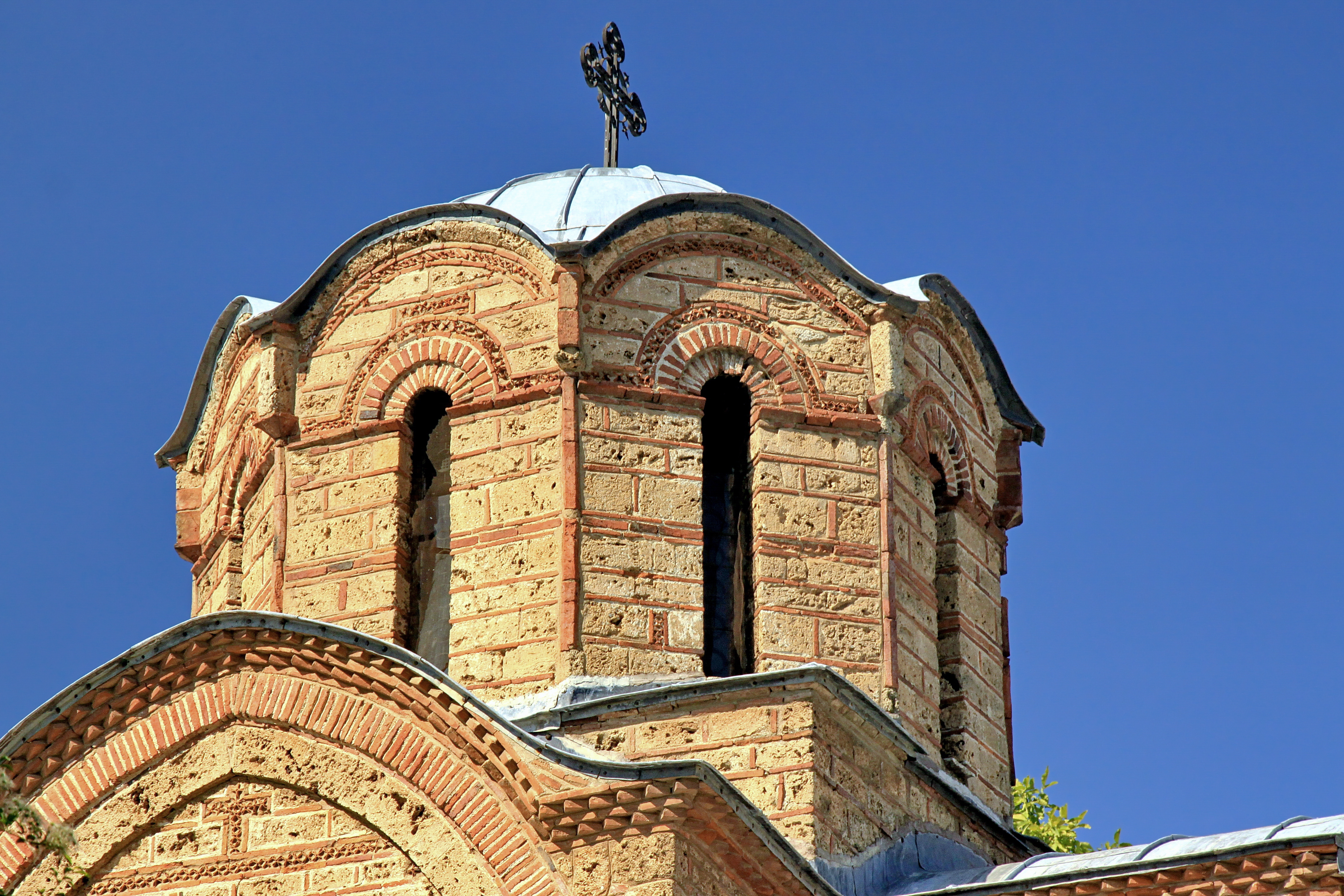
Церква Богородиця Левішка

- Білий Дрин — знаходиться на північ від міста Печ в Косово.
- Північно-Албанські Альпи. Найвища вершина — гора Озерці (2692 м), серед інших піків: Радохіна (2570 м), Джяравиця (2656, найвища точка Косово), Шкельзені (2407 м), Тромеда (2366 м) та інші. Масив розташовується в прикордонному районі трьох країн: Албанії, Чорногорії і Сербії (Косово). Навколо нього розташовуються міста Печ, Джяковіца (Косово), Байрам-Цуррі (Албанія), Підгірці і Гусіньє (Чорногорія).
- Шар-Планина — гірський хребет, розвивається гірськолижний туризм і скелелазіння.

## Архітектура
- Церква Богородиця Левішка розташовується на самому півдні Косова і Метохії у місті Призрен, в його старій частині. Церква Богородиці Левішкі є однією з найкрасивіших сербських середньовічних церков, являє собою оригінальний архітектурний задум. Фрески створені приблизно між 1307–1313 роками.
- Православні монастирі в Косово
  - Монастир Грачаніца — православний монастир, що знаходиться поблизу міста Приштина. Присвячений Успінню Пресвятої Богородиці. 13 липня 2006 включений в список об'єктів Всесвітньої спадщини ЮНЕСКО. Крім цього монастир включено до переліку об'єктів Всесвітньої спадщини, що знаходяться під загрозою знищення.
  - Монастир Високі Дечани — головний православний монастир на південь від міста Печ біля підніжжя гір Проклетьє.
  - Монастир Печського патріархату - заснований в XIII столітті, колись служив кафедрою сербських першосвятителей, але втратив своє значення по закритті сербського патріаршества в 1766 році.